# Nainoa Thompson
Charles Nainoa Thompson (11 de marzo de 1953, Oahu, Hawái) es un navegante nativo hawaiano y director ejecutivo de la  Sociedad de navegación polinesia.  Es conocido como el primer hawaiano que practica el antiguo arte polinesio de la navegación desde el siglo XIV, haciéndolo en las canoas de doble casco  (  Hokule‘a y las Hawai‘iloa) desde  Hawaiʻi a otras islas naciones en la  Polinesia sin la ayuda de instrumentos occidentales.

## Primeros años y carrera

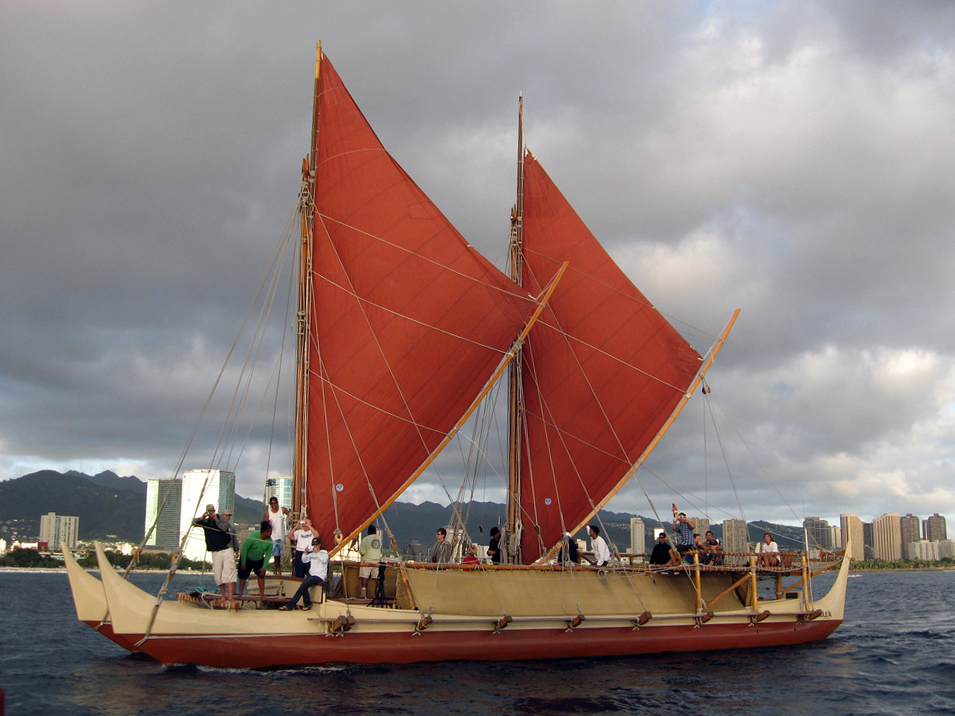
Hokule'a zarpando de Honolulu, 2009

Nacido en  Honolulu, Hawái, Thompson  se graduó de la Punahou School en 1972 y obtuvo una licenciatura en ciencias oceánicas en 1986 de la  Universidad de Hawái.  Thompson fue entrenado por el navegante maestro Mau Piailug de la isla de  Satawal ayudándolo en su primer viaje en  Hokule‘a en 1976.  
Su primer viaje en solitario desde Hawaiʻi a Tahití fue en  1980. Desde allí, Thompson ha sido el navegante principal de los viajes de la  Hokule‘a, incluyendo el Viaje de redescubrimiento desde 1985 a 1987. 
El 18 de marzo de 2007  Thompson y otros cuatro navegantes nativos hawaianos fueron nombrados Pwo como navegantes maestros. La ceremonia fue dirigida por Piailug en Satawal.

## Actualmente
Thompson actualmente sirve como el presidente de la Junta de Síndicos para  escuelas Kamehameha (un puesto que también ejerció su padre Myron Thompson) y además es miembro de la Junta de regentes de la Universidad de Hawái.

## Familia y vida personal
Thompson está casado con la figura estelar del canal de televisión  KHON-TV2   Kathy Muneno.